# Léon de Poncins
Léon de Poncins (vizconde) (3 de noviembre de 1897-18 de diciembre de 1976) fue un periodista y escritor católico francés.

## Biografía
Publicó varios libros antimasónicos y donde se opone a la influencia de los lobbys o grupos de presión judíos y a las sociedades secretas.